# Narodowy Włosko-Rumuński Ruch Kulturowy i Ekonomiczny
Narodowy Włosko-Rumuński Ruch Kulturowy i Ekonomiczny (rum. Mișcarea Națională Culturală și Economică Italo-Română) lub Narodowy Włosko-Rumuński Ruch Faszystowski (Mișcarea Națională Fascistă Italo-Română) – krótkotrwały faszystowski ruch polityczny, działający w Rumunii we wczesnych latach 20. XX wieku.
Powstał w 1921 roku, założony przez Elenę Bacaloglu, dziennikarkę mającą włoskiego męża, i będącą znajomą Benito Mussoliniego. Grupa wzorowała się na dokonaniach faszyzmu włoskiego i podkreślała silne więzi etniczne pomiędzy Włochami i Rumunami. Liczyła sobie około 100 członków. W 1923 roku ruch połączył się z Narodową Rumuńską Fascią i utworzył Narodowy Ruch Faszystowski.